# Platyla peloponnesica
Platyla peloponnesica е вид коремоного от семейство Aciculidae. Видът е световно застрашен, със статут Уязвим.

## Разпространение
Разпространен е в Гърция.